# Willem de Swaen

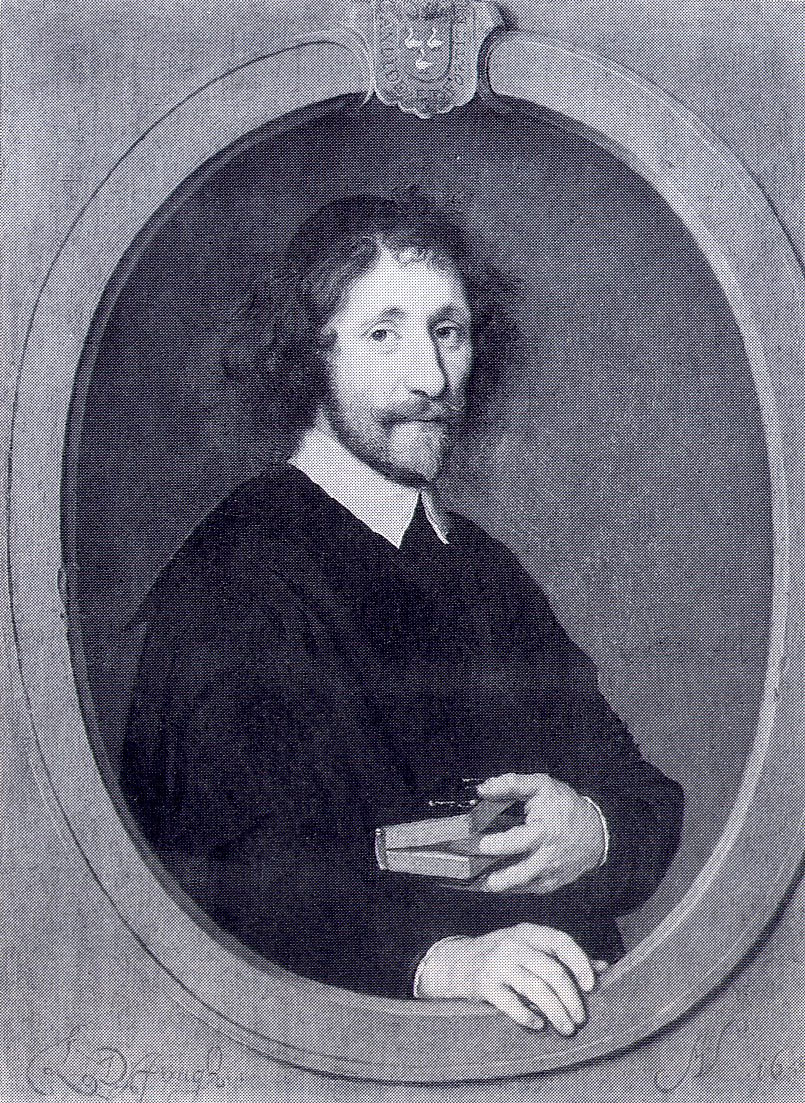
Willem de Swaen (1607/1608-1673/1674), geschilderd door Ludolf de Jongh

Willem de Swaen (Gouda, 1607/1608 - aldaar, 1673/1674) was een rooms-katholiek priester en stichter van de statie De Tol in Gouda.

## Leven en werk
De in Gouda geboren De Swaen kwam na zijn studie theologie in Leuven terug naar zijn geboortestad om er kapelaan te worden bij Petrus Purmerent van de statie Johannes Baptist aan de Gouwe. Zeer tegen de zin van Purmerent vestigde De Swaen al spoedig een eigen statie in Gouda. Eerst gebruikte hij de woning van een familielid voor zijn erediensten. In 1638 kocht hij enkele huizen aan de Hoge Gouwe en vestigde daar zijn statie De Tol. Later werden ook achterliggende huizen aan de Raam toegevoegd. Dat bood het voordeel van meerdere in- en uitgangen voor de schuilkerk. Ook de volgende kapelaan van Purmerent, Gregorius Simpernel ging zijn eigen weg en creëerde eveneens een nieuwe statie aan de Hoge Gouwe. Na de komst van de Jezuïeten in 1648, die een statie in de Keizerstraat oprichtten waren er vijf rooms-katholieke staties in Gouda, en waarvan er vier op een steenworp van elkaar waren gelegen. De vijfde statie was De Braesem, die eveneens ontstond vanuit de statie Johannes Baptist en aanvankelijk bediend werd door onderpastoors van deze statie en in de 17e eeuw gebruikmaakte van locaties aan de Nieuwehaven, de Markt en de Kleiweg.

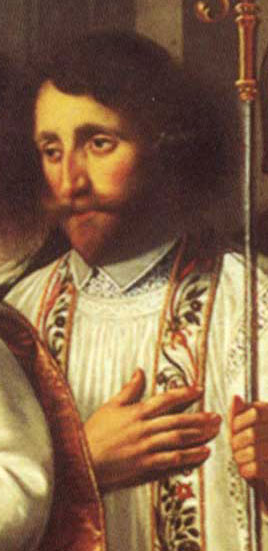
Willem de Swaen afgebeeld op een schilderij van Wouter Crabeth

Dat Purmerent geen vrede had met de ontstane situatie bleek uit een geschrift van zijn hand met een tekst van de profeet Jesaja als sprekende inleiding: "Ik heb kinderen grootgebracht en opgevoed, maar zij zijn mij afvallig geworden". Het geschrift richtte zich met name tegen zijn voormalige onderpastoor De Swaen. Ondanks zijn goede zorgen, aldus Purmerent, was de Swaen ondankbaar en ongehoorzaam. Omgekeerd beschuldigde De Swaen Purmerent ervan hem onrechtvaardig te hebben behandeld. Uiteindelijk hebben beide priesters zich weer met elkaar verzoend. Zo schreef De Swaen een lofdicht bij het 50-jarig priesterfeest van Purmerent in 1661. Beide rivalen staan afgebeeld op een schilderij van Wouter Crabeth Bernardus van Clairvaux bekeert Willem van Aquitanië. Zijn hoop om Purmerent als pastoor op te volgen ging echter in rook op.
De Swaen zag kans om in korte tijd zijn statie tot bloei te brengen. Veel van de schilderingen voor De Tol zijn gemaakt door Jan Franse Verzijl, een leerling van Wouter Crabeth. Volgens de Xander van Eck in zijn proefschrift over kunstschatten in de katholieke schuilkerken betreft het de volgende schilderijen: Annunciatie, Visitatie, Aanbidding der herders, Aanbidding der koningen, Sint Willibrordus en Sint Bonifatius.
De Swaen maakte het zijn meerderen in de kerkelijk hiërarchie niet gemakkelijk. Hij deinsde er niet voor terug om een huwelijk tussen een protestant en een katholiek in te zegenen. Hij probeerde bij een drankzuchtige vrouw de duivel uit te drijven. Het leverde hem van tijd tot tijd een reprimande op van de aartspriester. Illustratief voor de persoon De Swaen is de gravure, die Reinier van Persijn maakt bij een door De Swaen geschreven liederenbundel. Op de prent een harpspelende  en zingende zwaan, die vanuit de hemel een lauwerkrans krijgt aangereikt. Bij zijn overlijden schreef de Goudse schrijver en Aeneas-vertaler Dirck Doncker een lijkdicht over De Swaen.
In 1830 werden beide staties De Tol en Sint Jan Baptist weer samengevoegd. Beide staties waren in de eeuw daaraan voorafgaand overgegaan tot de Oudkatholieke Kerk. De gebouwen van De Tol werden verkocht. Op het terrein werd een siroopfabriek gevestigd.

## Maria ter Nood Gods

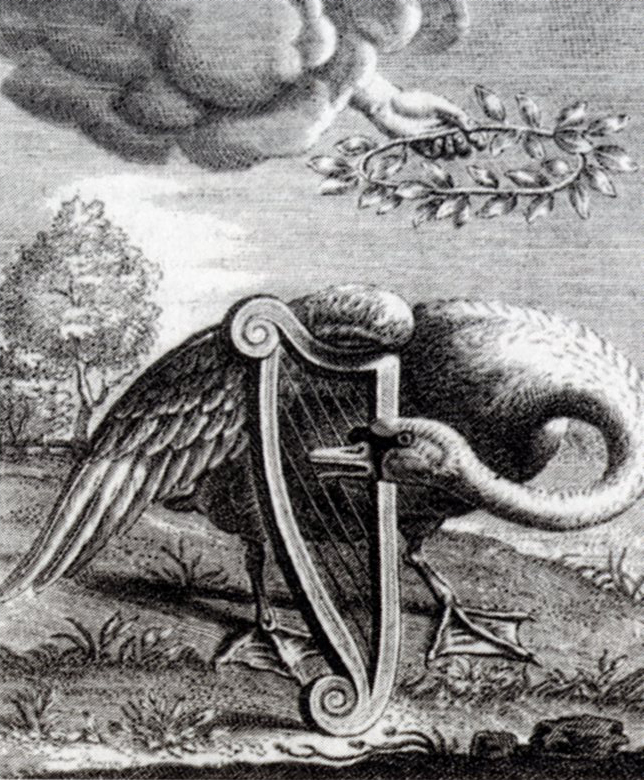
Gravure titelpagina liederenbundel "Den singende swaen" (illustrator Reinier van Persijn)

In de toegift op zijn liedbundel Den Singende Swaen nam De Swaen een lied op dat het mirakel vertelt van het beeld van Maria dat vuur wist te blussen van de schepen in de haven van Gouda.
De tekst ervan luidt:
Want als de schepen branden

Inde Yssel voor der Gouw

En daer op stond grooten rouw

Soo is door Priesterhanden,

Tot uitblussingh van dit werck

't Beeld gehaelt uyt Nood-Gods-Kerck

Met groot eerbiedigheyt,

Omganghs-gewijs wierdt 't Beeldt geleydt

Buyten na Sint Ooloofs Huys,

Waer nu is de Nieuwe Sluys.

Als 't Beeld daer was gekomen

En nu stil stondt voor het vyer,

Soo hiel op des brandts geswier.

Daer wierdt gheen schaa vernomen

Na dien tijdt noch eenich leedt,

‘t Vyer hiel op door ‘s Maghets kleed.

Terstond hiel op de vlam

Soodree daer in haer Mantel quam:

Het Mirakel was gewrocht

En het Beeldt wierdt ‘t huys gebrocht.
Het lied leverde hem een fel protest op van de plaatselijk predikant Jacobus Sceperus, die in 1658 in een geschrift waarschuwde tegen wat hij noemde rooms bijgeloof. Een beeld dat wel een schip van een vreemdeling weet  te reden, maar de stad niet heeft weten te behoeden voor grote branden was in zijn ogen te vergelijken met de god Baäl, die zat te dutten op de berg Karmel.